# Кільське повстання 1918 року

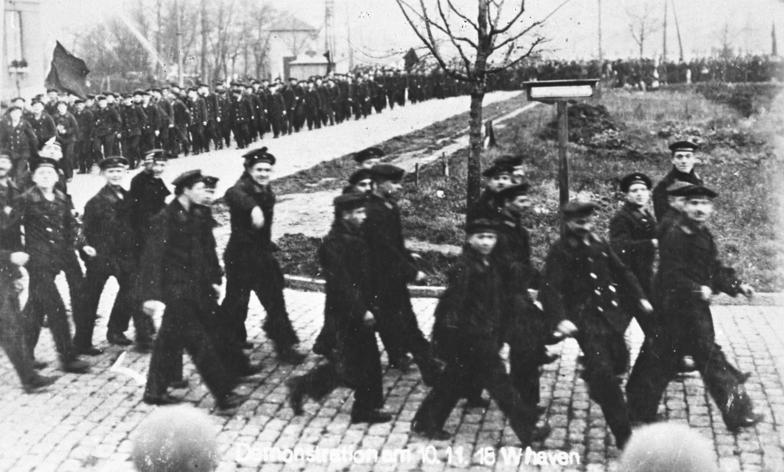
Демонстрація матросів в Кілі

Кільське повстання 1918 року — повстання матросів німецького флоту в Кілі в листопаді 1918 року, що розгорілося з бунту на окремих кораблях, до Листопадової революції, наслідком якої стало падіння монархії в Німеччині.
Вже у 1917 р. на великих військових кораблях флоту спостерігалася антимілітарна агітація. Безпосередньо до повстання привела інструкція адмірала Шеєра від 24 жовтня 1918 р., згідно з якою німецький морський флот відкритого моря повинен був іти у «останню вирішальну битву» проти британського флоту. І це попри те, що нове правління під керівництвом принца Макса фон Бадена в ході місячного перемир'я уже прощупувало ґрунт для укладання миру з країнами Антанти.

Меморіальна дошка на будівлі Кільської профспілки

Перед планованим боєм німецький флот встав на якірну стоянку поблизу м. Вільгельмсхафена. Тут в ніч з 29 на 30 жовтня частина екіпажів лінкорів «Тюрингія» та «Гельголанд» відмовилась іти на смерть. Ті хто ж зберіг вірність присязі навели зброю на повсталих і змусили їх 1 листопада повернутися в порт приписки Кіль. Більше тисячі матросів були заарештовані.
Багато матросів все ж підтримували повсталих моряків і ухвалили рішення провести великий мітинг на підтримку арештованих 3 листопада.
Мирна демонстрація матросів, котрі вимагали звільнення своїх товаришів, і робітників, що вимагали «хліба і миру», була розстріляна військовим патрулем. Було убито 9 та поранено 29 осіб. У відповідь один із матросів застрелив лейтенанта, що командував патрулем. Солдатів роззброїли.
Губернатор балтійських портів адмірал Сушон наказав терміново викликати в Кіль вірні кайзеру війська, щоби подавити повстання. Але піхотні частини, послані в Кіль, виступили на стороні повсталих. До вечора 4 листопада, повсталі розбили урядові війська і весь Кіль опинився в їхніх руках. Матроси вибрали першу в ході революції 1918—1919 рр. Раду робітничих і солдатських депутатів під керівництвом Карла Артельта, старшого кочегара 3 дивізіону міноносців. На всіх кораблях, крім одного, що вийшов у море, були підняті червоні прапори. Заарештовані матроси були звільнені. Єдиною жертвою в цей день став капітан лінкора «Кьоніг» Венігер, який намагався завадити підняти на щоглі червоний прапор, через що і був застрілений. Представники корабельних команд і матросів склали в казармах на березі «14 кільських пунктів»:

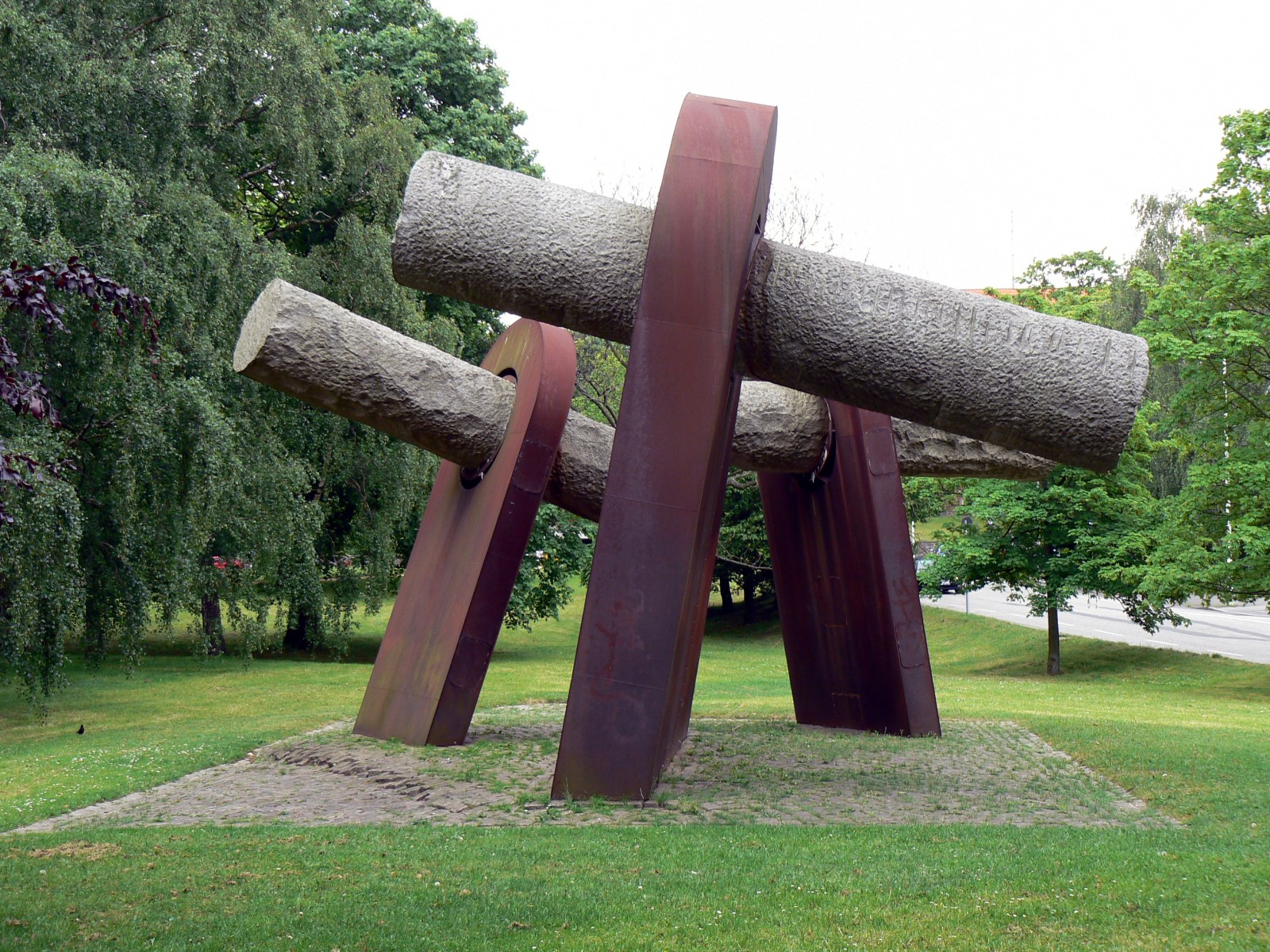
Пам'ятник повстанню

1. звільнення всіх політичних в'язнів;
2. повна свобода слова і друкування;
3. відміна поштової цензури;
4. належна поведінка керівництва з командою;
5. повернення всіх товаришів на кораблі і в казарми без покарання;
6. заборона виходу кораблів у море за будь-яких обставин;
7. заборона на дії по захисту, пов'язані з кровопролиттям;
8. виведення всіх військ, що не входять до складу гарнізону;
9. всі заходи захисту приватної власності встановлюються безпосередньо радою солдатських депутатів;
10. поза вахтою нема командирів;
11. необмежена особиста свобода для кожного після закінчення вахти і заступлення на наступну;
12. ми вітаємо в наших рядах всіх офіцерів, які згідні з діями ради солдатських депутатів;
13. кожний член ради солдатських депутатів звільняється від несення вахти;
14. надалі всі заходи приймаються тільки за згодою ради солдатських депутатів.

«14 пунктів» були прийняті 5 листопада.
Придушення повстання уряд Макса Баденського доручив одному з правих лідерів соціал-демократів — Густаву Носке. Ще 4 листопада він прибув у Кіль для заспокоєння повсталих.